# Christian von Borczyskowski
Christian von Borczyskowski (* 11. Juli 1946 in Husum) ist ein deutscher Physiker und Hochschullehrer.

## Leben und Wirken
Nach Ablegen seines Abiturs leistete Borczyskowski von 1966 bis 1968 seinen Wehrdienst ab. Von 1968 bis 1973 studierte er an der Universität Bonn und der Freien Universität Berlin Physik. Als Diplom-Physiker war er anschließend an der FU Berlin als wissenschaftlicher Mitarbeiter beschäftigt. 1977 promovierte er zur Thematik ODMR- und ODENDOR-Untersuchungen am angeregten Triplettzustand von Chinoxalin und P-Dichlorbenzol in einkristalliner Matrix. Von 1979 bis 1980 hatte er ein Postdoktorat an der Universität Leiden (Niederlande). Von 1981 bis 1993 stand er dem Organischen Materiallabor der Physikfakultät der FU Berlin vor. In diese Zeit fällt seine 1987 erfolgte Habilitation im Bereich der Experimentellen Physik. 1993 folgte er dem Ruf als ordentlicher Professor für Optische Spektroskopie und Molekülphysik an die Technische Universität Chemnitz. Von 1994 bis 1997 hatte er das Amt des Dekans der Fakultät für Naturwissenschaften inne, von 1997 bis 2000 war er Rektor der Universität.
Er ist Autor von mehr als 160 wissenschaftlichen Publikationen.